# Distritos de Sevilla

Distritos de Sevilla y municipios limítrofes.

El municipio de Sevilla se compone de 11 distritos diferentes, que a su vez se dividen en 113 barrios. Cada distrito está organizado mediante una Junta Municipal de Distrito con su correspondiente delegado, oficinas administrativas y representantes de las asociaciones vecinales de la zona. La división por distritos se rige por el Reglamento Orgánico de las Juntas Municipales de Distritos, acordado por el Ayuntamiento de Sevilla durante el pleno del 14 de julio de 2005.

## Distritos y barrios
| Distrito                                                    | Población 1 de enero de 2025 | Barrios                                                 |
| ----------------------------------------------------------- | ---------------------------- | ------------------------------------------------------- |
| Bellavista-La Palmera Estadio Benito Villamarín             | 43 020 hab.                  | 008: Barriada de Pineda                                 |
| Bellavista-La Palmera Estadio Benito Villamarín             | 43 020 hab.                  | 012: Bellavista                                         |
| Bellavista-La Palmera Estadio Benito Villamarín             | 43 020 hab.                  | 032: Elcano-Los Bermejales                              |
| Bellavista-La Palmera Estadio Benito Villamarín             | 43 020 hab.                  | 037: Heliópolis                                         |
| Bellavista-La Palmera Estadio Benito Villamarín             | 43 020 hab.                  | 072: Pedro Salvador-Las Palmeritas-Guadaíra             |
| Bellavista-La Palmera Estadio Benito Villamarín             | 43 020 hab.                  | 098: Sector Sur-La Palmera-Reina Mercedes               |
| Casco Antiguo Ayuntamiento de Sevilla                       | 56 535 hab.                  | 002: Alfalfa                                            |
| Casco Antiguo Ayuntamiento de Sevilla                       | 56 535 hab.                  | 005: El Arenal                                          |
| Casco Antiguo Ayuntamiento de Sevilla                       | 56 535 hab.                  | 109: Encarnación-Regina                                 |
| Casco Antiguo Ayuntamiento de Sevilla                       | 56 535 hab.                  | 035: Feria                                              |
| Casco Antiguo Ayuntamiento de Sevilla                       | 56 535 hab.                  | 065: Museo                                              |
| Casco Antiguo Ayuntamiento de Sevilla                       | 56 535 hab.                  | 077: San Bartolomé                                      |
| Casco Antiguo Ayuntamiento de Sevilla                       | 56 535 hab.                  | 081: San Gil                                            |
| Casco Antiguo Ayuntamiento de Sevilla                       | 56 535 hab.                  | 084: San Julián                                         |
| Casco Antiguo Ayuntamiento de Sevilla                       | 56 535 hab.                  | 085: San Lorenzo                                        |
| Casco Antiguo Ayuntamiento de Sevilla                       | 56 535 hab.                  | 091: San Vicente                                        |
| Casco Antiguo Ayuntamiento de Sevilla                       | 56 535 hab.                  | 093: Santa Catalina                                     |
| Casco Antiguo Ayuntamiento de Sevilla                       | 56 535 hab.                  | 095: Santa Cruz                                         |
| Cerro-Amate Parque Amate                                    | 91 830 hab.                  | 003: Amate                                              |
| Cerro-Amate Parque Amate                                    | 91 830 hab.                  | 022: El Cerro                                           |
| Cerro-Amate Parque Amate                                    | 91 830 hab.                  | 042: Juan XXIII                                         |
| Cerro-Amate Parque Amate                                    | 91 830 hab.                  | 052: La Plata                                           |
| Cerro-Amate Parque Amate                                    | 91 830 hab.                  | 061: Los Pájaros                                        |
| Cerro-Amate Parque Amate                                    | 91 830 hab.                  | 068: Palmete                                            |
| Cerro-Amate Parque Amate                                    | 91 830 hab.                  | 076: Rochelambert                                       |
| Cerro-Amate Parque Amate                                    | 91 830 hab.                  | 092: Santa Aurelia-Cantábrico-Atlántico-La Romería      |
| Este-Alcosa-Torreblanca Palacio de Congresos y Exposiciones | 107 566 hab.                 | 016: Colores-Entreparques                               |
| Este-Alcosa-Torreblanca Palacio de Congresos y Exposiciones | 107 566 hab.                 | 067: Palacio de Congresos-Urbadiez-Entrepuentes         |
| Este-Alcosa-Torreblanca Palacio de Congresos y Exposiciones | 107 566 hab.                 | 112: Parque Alcosa-Jardines del Edén                    |
| Este-Alcosa-Torreblanca Palacio de Congresos y Exposiciones | 107 566 hab.                 | 113: Torreblanca                                        |
| Los Remedios Feria de Abril                                 | 25 786 hab.                  | 063: Tablada                                            |
| Los Remedios Feria de Abril                                 | 25 786 hab.                  | 069: Los Remedios                                       |
| Macarena Parlamento de Andalucía                            | 76 683 hab.                  | 111: Begoña-Santa Catalina                              |
| Macarena Parlamento de Andalucía                            | 76 683 hab.                  | 013: Campos de Soria                                    |
| Macarena Parlamento de Andalucía                            | 76 683 hab.                  | 014: Cisneo Alto-Santa María de Gracia                  |
| Macarena Parlamento de Andalucía                            | 76 683 hab.                  | 018: Cruz Roja-Capuchinos                               |
| Macarena Parlamento de Andalucía                            | 76 683 hab.                  | 019: Doctor Barraquer-Grupo Renfe-Policlínico           |
| Macarena Parlamento de Andalucía                            | 76 683 hab.                  | 020: El Carmen                                          |
| Macarena Parlamento de Andalucía                            | 76 683 hab.                  | 021: El Cerezo                                          |
| Macarena Parlamento de Andalucía                            | 76 683 hab.                  | 029: El Rocío                                           |
| Macarena Parlamento de Andalucía                            | 76 683 hab.                  | 031: El Torrejón                                        |
| Macarena Parlamento de Andalucía                            | 76 683 hab.                  | 038: Hermandades-La Carrasca                            |
| Macarena Parlamento de Andalucía                            | 76 683 hab.                  | 044: La Barzola                                         |
| Macarena Parlamento de Andalucía                            | 76 683 hab.                  | 110: La Palmilla-Doctor Marañón                         |
| Macarena Parlamento de Andalucía                            | 76 683 hab.                  | 051: La Paz-Las Golondrinas                             |
| Macarena Parlamento de Andalucía                            | 76 683 hab.                  | 054: Las Avenidas                                       |
| Macarena Parlamento de Andalucía                            | 76 683 hab.                  | 058: León XIII-Los Naranjos                             |
| Macarena Parlamento de Andalucía                            | 76 683 hab.                  | 062: Los Príncipes-La Fontanilla                        |
| Macarena Parlamento de Andalucía                            | 76 683 hab.                  | 064: Macarena Tres Huertas-Macarena Cinco               |
| Macarena Parlamento de Andalucía                            | 76 683 hab.                  | 071: Pino Flores                                        |
| Macarena Parlamento de Andalucía                            | 76 683 hab.                  | 072: Pío XII                                            |
| Macarena Parlamento de Andalucía                            | 76 683 hab.                  | 075: Retiro Obrero                                      |
| Macarena Parlamento de Andalucía                            | 76 683 hab.                  | 096: Santas Justa y Rufina-Parque Miraflores            |
| Macarena Parlamento de Andalucía                            | 76 683 hab.                  | 097: Santa María de Ordas-San Nicolás                   |
| Macarena Parlamento de Andalucía                            | 76 683 hab.                  | 107: Villegas                                           |
| Nervión Estadio Ramón Sánchez-Pizjuán                       | 51 259 hab.                  | 015: Ciudad Jardín                                      |
| Nervión Estadio Ramón Sánchez-Pizjuán                       | 51 259 hab.                  | 041: Huerta del Pilar                                   |
| Nervión Estadio Ramón Sánchez-Pizjuán                       | 51 259 hab.                  | 045: La Buhaira                                         |
| Nervión Estadio Ramón Sánchez-Pizjuán                       | 51 259 hab.                  | 046: La Calzada                                         |
| Nervión Estadio Ramón Sánchez-Pizjuán                       | 51 259 hab.                  | 048: La Florida                                         |
| Nervión Estadio Ramón Sánchez-Pizjuán                       | 51 259 hab.                  | 066: Nervión                                            |
| Nervión Estadio Ramón Sánchez-Pizjuán                       | 51 259 hab.                  | 078: San Bernardo                                       |
| Nervión Estadio Ramón Sánchez-Pizjuán                       | 51 259 hab.                  | 090: San Roque                                          |
| Norte Cementerio de San Fernando                            | 70 507 hab.                  | 001: Aeropuerto Viejo                                   |
| Norte Cementerio de San Fernando                            | 70 507 hab.                  | 009: Barriada Pino Montano                              |
| Norte Cementerio de San Fernando                            | 70 507 hab.                  | 017: Consolación                                        |
| Norte Cementerio de San Fernando                            | 70 507 hab.                  | 024: El Gordillo                                        |
| Norte Cementerio de San Fernando                            | 70 507 hab.                  | 043: La Bachillera                                      |
| Norte Cementerio de San Fernando                            | 70 507 hab.                  | 053: Las Almenas                                        |
| Norte Cementerio de San Fernando                            | 70 507 hab.                  | 057: Las Naciones-Parque Atlántico-Las Dalias           |
| Norte Cementerio de San Fernando                            | 70 507 hab.                  | 059: Los Arcos                                          |
| Norte Cementerio de San Fernando                            | 70 507 hab.                  | 060: Los Carteros                                       |
| Norte Cementerio de San Fernando                            | 70 507 hab.                  | 080: San Diego                                          |
| Norte Cementerio de San Fernando                            | 70 507 hab.                  | 082: San Jerónimo                                       |
| Norte Cementerio de San Fernando                            | 70 507 hab.                  | 086: San Matías                                         |
| Norte Cementerio de San Fernando                            | 70 507 hab.                  | 106: Valdezorras                                        |
| San Pablo-Santa Justa Estación de Sevilla-Santa Justa       | 58 914 hab.                  | 004: Árbol Gordo                                        |
| San Pablo-Santa Justa Estación de Sevilla-Santa Justa       | 58 914 hab.                  | 023: El Fontanal-María Auxiliadora-Carretera de Carmona |
| San Pablo-Santa Justa Estación de Sevilla-Santa Justa       | 58 914 hab.                  | 040: Huerta de Santa Teresa.                            |
| San Pablo-Santa Justa Estación de Sevilla-Santa Justa       | 58 914 hab.                  | 047: La Corza                                           |
| San Pablo-Santa Justa Estación de Sevilla-Santa Justa       | 58 914 hab.                  | 055: Las Huertas                                        |
| San Pablo-Santa Justa Estación de Sevilla-Santa Justa       | 58 914 hab.                  | 079: San Carlos-Tartessos                               |
| San Pablo-Santa Justa Estación de Sevilla-Santa Justa       | 58 914 hab.                  | 083: San José Obrero                                    |
| San Pablo-Santa Justa Estación de Sevilla-Santa Justa       | 58 914 hab.                  | 087: San Pablo A y B                                    |
| San Pablo-Santa Justa Estación de Sevilla-Santa Justa       | 58 914 hab.                  | 088: San Pablo C                                        |
| San Pablo-Santa Justa Estación de Sevilla-Santa Justa       | 58 914 hab.                  | 089: San Pablo D y E                                    |
| San Pablo-Santa Justa Estación de Sevilla-Santa Justa       | 58 914 hab.                  | 094: Santa Clara                                        |
| San Pablo-Santa Justa Estación de Sevilla-Santa Justa       | 58 914 hab.                  | 108: Zodiaco                                            |
| Sur Plaza de España                                         | 69 108 hab.                  | 006: Avenida de la Paz                                  |
| Sur Plaza de España                                         | 69 108 hab.                  | 007: Bami                                               |
| Sur Plaza de España                                         | 69 108 hab.                  | 025: El Juncal-Híspalis                                 |
| Sur Plaza de España                                         | 69 108 hab.                  | 026: El Plantinar                                       |
| Sur Plaza de España                                         | 69 108 hab.                  | 027: El Porvenir                                        |
| Sur Plaza de España                                         | 69 108 hab.                  | 028: El Prado-Parque de María Luisa                     |
| Sur Plaza de España                                         | 69 108 hab.                  | 034: Felipe II-Los Diez Mandamientos                    |
| Sur Plaza de España                                         | 69 108 hab.                  | 036: Giralda Sur                                        |
| Sur Plaza de España                                         | 69 108 hab.                  | 039: Huerta de la Salud                                 |
| Sur Plaza de España                                         | 69 108 hab.                  | 049: La Oliva                                           |
| Sur Plaza de España                                         | 69 108 hab.                  | 056: Las Letanías                                       |
| Sur Plaza de España                                         | 69 108 hab.                  | 074: Polígono Sur                                       |
| Sur Plaza de España                                         | 69 108 hab.                  | 100: Tabladilla-La Estrella                             |
| Sur Plaza de España                                         | 69 108 hab.                  | 101: Tiro de Línea-Santa Genoveva                       |
| Triana Puente de Isabel II                                  | 46 955 hab.                  | 010: Barrio León                                        |
| Triana Puente de Isabel II                                  | 46 955 hab.                  | 030: El Tardón-El Carmen                                |
| Triana Puente de Isabel II                                  | 46 955 hab.                  | 103: Triana Casco Antiguo                               |
| Triana Puente de Isabel II                                  | 46 955 hab.                  | 104: Triana Este                                        |
| Triana Puente de Isabel II                                  | 46 955 hab.                  | 105: Triana Oeste                                       |

## Antecedentes históricos
Sevilla tenía en 1900, según el censo demográfico, una población de 148.315 habitantes. En 1991 llegó al máximo de población con 704.857 habitantes, lo que supuso un crecimiento del 478% en ese periodo de tiempo. Este fenómeno de crecimiento poblacional tan desmesurado ocasionó que el planeamiento urbanístico de la ciudad haya sido muy caótico y siempre superado por las necesidades de nuevas viviendas sin poder determinar un modelo cerrado y planificado de ciudad. Como consecuencia de todo ello, la ciudad cuenta con una gran cantidad de barrios muy diferenciados unos de otros. Desde 1991, la población de Sevilla no se ha incrementado, lo que está ocasionando un envejecimiento muy significativo de la población, especialmente en algunos barrios. Esto ha sido consecuencia del precio excesivamente elevado de las viviendas nuevas y la escasez de promociones de viviendas sociales.
Muchos barrios tienen una estructura de funcionamiento como si fuesen una pequeña ciudad inserta en una gran ciudad y sin solución de continuidad de unos con otros. Los resultados electorales que se obtienen en los diferentes barrios indican que hay una gran diferencia sociológica y política de unos barrios con respecto a otros, porque siendo dos partidos políticos mayoritarios en la ciudad PP y PSOE, la distribución de votos de dichos partidos varía muchísimo en unos barrios a otros.

## Equipamientos
Las infraestructuras mínimas en cada barrio son las siguientes:
- Autobuses urbanos pertenecientes a la red de TUSSAM.
- Centros educativos de Educación Primaria y Secundaria públicos y concertados que más o menos cubren la escolarización del 100% de la población en edad escolar.
- Centro sanitario de atención primaria.
- Mercado municipal de abastos.
- Mercadillo de venta ambulante.
- Uno o varios supermercados de tipo medio de las diferentes cadenas de distribución.
- Pequeño comercio y talleres artesanos de servicios varios.
- Una o varias asociaciones de vecinos.
- Celebración de alguna fiesta patronal del barrio.
- Cofradías que participan en la Semana Santa en Sevilla.
- Iglesia parroquial.
- Centro cívico dependiente del Ayuntamiento.

Como carencias más significativas de muchos barrios, destacan la escasez de zonas de ocio, zonas verdes, zonas deportivas de uso público, espacios o residencias para las personas mayores y déficit muy acusado de plazas de aparcamiento para residentes hasta el punto que es este asunto una de las mayores quejas que tienen los sevillanos en general respecto de su ciudad.